# Myrmotherula grisea
A Myrmotherula grisea a madarak osztályának verébalakúak (Passeriformes) rendjébe és a hangyászmadárfélék (Thamnophilidae) családjába tartozó faj.

## Rendszerezése
A fajt Melbourne Armstrong Carriker amerikai ornitológus írta le 1935-ben. Egyes szervezetek a Myrmopagis nembe sorolják Myrmopagis grisea néven.

## Előfordulása
Dél-Amerika keleti részén, az Andok keleti oldalán, Bolívia és Peru területén honos. Természetes élőhelyei a szubtrópusi vagy trópusi síkvidéki és hegyi esőerdők. Állandó, nem vonuló faj.

## Megjelenése
Testhossza 10 centiméter, testtömege 8-10 gramm.

## Életmódja
Rovarokkal és pókokkal táplálkozik.

## Természetvédelmi helyzete
Az elterjedési területe nagy, egyedszáma viszont csökken, de még nem éri el a kritikus szintet. A Természetvédelmi Világszövetség Vörös listáján nem fenyegetett fajként szerepel.